# Kanji Sutō
Kanji Sutō (須藤 カンジ?, Sutō Kanji; prefettura di Kanagawa, 1974) è un regista giapponese specializzato nella realizzazione di videoclip e spot pubblicitari.

## Biografia
Dopo gli studi di design all'università, si dedica all'approfondimento della computer grafica e lavora alla realizzazione di diversi videogiochi, sigle ed altro fino all'incontro con Shūichi Tan, affermato regista di "video promozionali" (videoclip) di cui Sutō diventa allievo.

## Filmografia
- 2005 - UVERworld: D-tecnoLife
- 2005 - Chemistry: Almost in Love
- 2006 - Godiego: Monkey Magic 2006
- 2006 - Hitomi Yaida: Startline
- 2006 - Radwimps: Yūshinron
- 2006 - Seamo: Lupin the Fire
- 2006 - Chemistry: Yakusoku no basho
- 2006 - Chemistry featuring John Legend: Tōkage
- 2006 - Radwimps: Setsunarensa
- 2006 - Chemistry: Top of the World
- 2007 - Shakalabbits: MutRon
- 2007 - Shakalabbits: Shōnen to shiroi inu
- 2007 - Shakalabbits: Recovery
- 2007 - Chemistry: Sora no kiseki
- 2007 - Chemistry: This Night
- 2007 - The Birthday: Alicia
- 2007 - Rize: Lady Love
- 2007 - Hitomi Yaida: I Love You no katachi
- 2007 - Chemistry: Kagayaku yoru
- 2008 - Sakanaction: Sample
- 2008 - Kimura Kaela: STARs
- 2008 - Ai Ōtsuka: Rocket Sneaker
- 2008 - BoA: Kissing you
- 2008 - Shakalabbits: Walk Over the Rainbow
- 2008 - Mihimaru GT: Shiawase ni narō
- 2008 - Shakalabbits: Circadian Bird
- 2008 - Kobukuro: Toki no ashioto
- 2008 - HALCALI: Long Kiss Good Bye
- 2009 - Syurispeiloff: Träumerei
- 2009 - Takeuchi denki: You & I
- 2010 - Buck-Tick: Kuchizuke